# Лекарски кабинет
Лекарски кабинет е лечебно-профилактично помещение, в което лекар приема и лекува пациенти.
Понеже в различните страни здравната система е различна, лекарският кабинет може да е разположен в държавна болница,
или да е напълно отделен частен кабинет. Обикновено лекарят работи с поне една медицинска сестра.
Лекарският кабинет се състои от чакалня и същинската стая за преглед. Оборудването на кабинета може да варира според вида, категорията, местоположението и типа на специалиста, практикуващ в него. Най-често срещаните предмети са болнично легло, на което пациентът да бъде прегледан или да му бъдат извършени определени манипулации, умивалник, стол и различни медицински принадлежности като термометър, апарат за измерване на кръвно налягане, стетоскоп и други.